# Ali Kenawi
Kamal Kenawi Ali Moustafa (en arabe : کمال القناوى علي مصطفى), né le 6 juin 1956, est un nageur égyptien.

## Carrière
Ali Kenawi dispute les épreuves de nage libre des Jeux olympiques d'été de 1972 à Munich, sans atteindre de finale.
Il remporte la médaille d'or du 200 mètres nage libre et trois médailles d'argent, sur 100 et 400 mètres nage libre et sur 200 mètres papillon, aux Jeux africains de 1973 à Lagos.
Il dispute les Championnats d'Afrique de natation 1974 à Tunis ; il est médaillé d'or du 200 mètres brasse et du 200 mètres quatre nages ainsi que médaillé d'argent du 100 et 200 mètres nage libre, du 100 mètres papillon.